# Râul Trestioara, Moișa
Râul Trestioara este un curs de apă, afluent al râului Moișa.

## Hărți
- Harta județului Suceava